# Conseil international du sport militaire
Le Conseil international du sport militaire (CISM), fondé le 18 février 1948, est l'une des plus grandes organisations multidisciplinaires dans le monde. Le CISM organise diverses manifestations sportives pour les forces armées de ses 137 pays membres.
Son but est de contribuer à la paix mondiale en unissant les forces armées à travers le sport. La devise sous laquelle il exerce ses activités est « L'amitié par le sport ».
Lors de la 69e assemblée générale du CISM, tenue à Quito en Équateur le 8 mai 2014, a été élu nouveau président du CISM le lieutenant-colonel Abdul Hakeem Al Shino (Bahreïn), en remplacement du colonel Hamad Kalkaba Malboum (Cameroun) qui était au poste de président depuis 4 ans. Le secrétariat général est situé à Bruxelles en Belgique sous la direction d'un secrétaire général, le colonel Dorah Mamby Koïta (Guinée).

## Création
Créé le 18 février 1948 par le Français Henri Debrus, en remplacement du Conseil des Sports des Forces Alliées (A.F.S.C) dissous à cause de la Guerre froide.

## Sportif
Le CISM organise chaque année plus de vingt championnats du monde militaires de différents sports dans lesquels tous les pays membres peuvent participer.

### Compétitions
Il organise également des compétitions continentales et régionales et les jeux mondiaux militaires tous les quatre ans, tout comme les jeux mondiaux militaires d'hiver qui ont eu lieu récemment.
- Championnat du monde d'athlétisme militaire
- Championnat du monde de basket-ball militaire
- Championnat du monde de boxe militaire
- Championnat du monde de cross-country militaire
- Coupe du monde de football militaire
- Championnat du monde militaire de handball

### Jeux mondiaux militaires
Ce sont des événements multisports organisés par le CISM en liaison avec les pays membres du CISM.
Les premiers jeux mondiaux militaires ont eu lieu en 1995 à Rome en Italie pour célébrer le 50e anniversaire de la fin de la 2de guerre mondiale. 93 nations ont participé à cette compétition dans 17 disciplines sportives.
Quatre ans plus tard environ 7 000 participants de 82 pays se sont réunis à Zagreb en Croatie pour les 2e jeux mondiaux militaires.
La 3e édition a eu lieu à Catane en Italie, du 4 au 11 décembre 2003. Les participants de 84 nations différentes ont concouru dans 18 sports.
La 4e édition des jeux mondiaux militaires du CISM ont eu lieu à Hyderabad en Inde, du 14 au 21 octobre 2007. Un nombre record de 101 pays participants pour la paix dans le monde ont célébré et montré le remarquable esprit d'amitié et de solidarité qui unit tous les pays membres du comité.
Les 5e jeux mondiaux militaires ont eu lieu du 16 au 24 juillet 2011 à Rio de Janeiro au Brésil.
Les 6e jeux ont eu lieu en 2015 à Mungyeong en Corée du Sud et les 7e jeux en 2019 à Wuhan en Chine.

### Jeux mondiaux militaires d'hiver
La 1re édition des jeux mondiaux militaires d'hiver du CISM a eu lieu du 20 au 25 mars 2010 en Italie dans la Vallée d'Aoste, où 43 pays différents et plus de 800 athlètes ont participé.
La 2e édition s'est déroulée en mars 2013 à Annecy en France avec la présence de 40 pays et 1000 athlètes.

## Pays membres
En 2018, 137 pays sont membres du CISM.
| Afrique (45) | Amériques (18) | Asie (31) | Europe (42) | Océanie (0) |
| --- | --- | --- | --- | ----------- |
| - Algérie (1965) - Angola (1991) - Bénin (1979) - Botswana (1984) - Burkina Faso (1975) - Burundi (1971) - Cameroun (1970) - Cap-Vert (1993) - Comores (?) - République du Congo (1972) - République démocratique du Congo (1970) - Djibouti (1982) - Égypte (1950) - Guinée équatoriale (1984) - Érythrée (2003) - Gabon (1974) - Gambie (1993) - Ghana (1969) - Guinée-Bissau (1993) - Guinée (1981) - Côte d'Ivoire (1964) - Kenya (1993) - Lesotho (1997) - Libye (1969) - Madagascar (1990) - Malawi (1997) - Mali (1975) - Mauritanie (1989) - Maroc (1962) - Namibie (1994) - Niger (1975) - Nigeria (1972) - Rwanda (1972) - Sénégal (1974) - Sierra Leone (1977) - Afrique du Sud (1994) - République centrafricaine (1976) - Tchad (1975) - Soudan (1962) - Eswatini (1998) - Tanzanie (1997) - Togo (1973) - Tunisie (1961) - Ouganda (1997) - Zambie (1975) - Zimbabwe (1983) | - Argentine (1950) - Barbade (1997) - Bolivie (1981) - Brésil (1954) - Canada (1985) - Chili (1973) - Colombie (2002) - République dominicaine (1980) - Équateur (1997) - Guatemala (1975) - Jamaïque (2003) - Paraguay (1980) - Pérou (1961) - Suriname (1976) - Trinité-et-Tobago (2003) - États-Unis (1951) - Uruguay (1976) - Venezuela (1974) | - Afghanistan (2003) - Arménie (1995) - Azerbaïdjan (1995) - Bahreïn (1973) - Bangladesh (2007) - Chine (1978) - Corée du Nord (1993) - Géorgie (1999) - Inde (1999) - Indonésie (2010) - Iran (1957) - Irak (1952) - Jordanie (1966) - Kazakhstan (1993) - Corée du Sud (1957) - Koweït (1966) - Kirghizistan (1995) - Liban (1952) - Mongolie (1993) - Oman (1977) - Pakistan (1952) - Philippines (1995) - Qatar (1974) - Arabie saoudite (1974) - Sri Lanka (1974) - Syrie (1952) - Thaïlande (1966) - Émirats arabes unis (1973) - Ouzbékistan (1993) - Viêt Nam (1998) - Yémen (1975) | - Arménie (?) - Azerbaïdjan (?) - Albanie (1993) - Autriche (1958) - Biélorussie (1993) - Belgique (1948) - Bosnie-Herzégovine (2007) - Bulgarie (1991) - Croatie (1993) - Chypre (1991) - République tchèque (1991) - Danemark (1948) - Espagne (1951) - Estonie (1993) - Finlande (1964) - France (1948) - Géorgie (?) - Allemagne (1959) - Grèce (1950) - Hongrie (1991) - Irlande (1964) - Italie (1949) - Lettonie (1995) - Lituanie (1993) - Luxembourg (1948) - Macédoine (2005) - Malte (2008) - Monaco (2010) - Monténégro (2007) - Pays-Bas (1948) - Norvège (1953) - Pologne (1991) - Portugal (1954) - Roumanie (1992) - Russie (1992) - Serbie (2003) - Slovaquie (1993) - Slovénie (1992) - Suède (1949) - Suisse (1968) - Turquie (1949) - Ukraine (1993) |             |

## Sources
1. ↑  Site officiel des Jeux mondiaux militaires d'hiver - Vallée d'Aoste 2010